# 东京大学东洋文化研究所

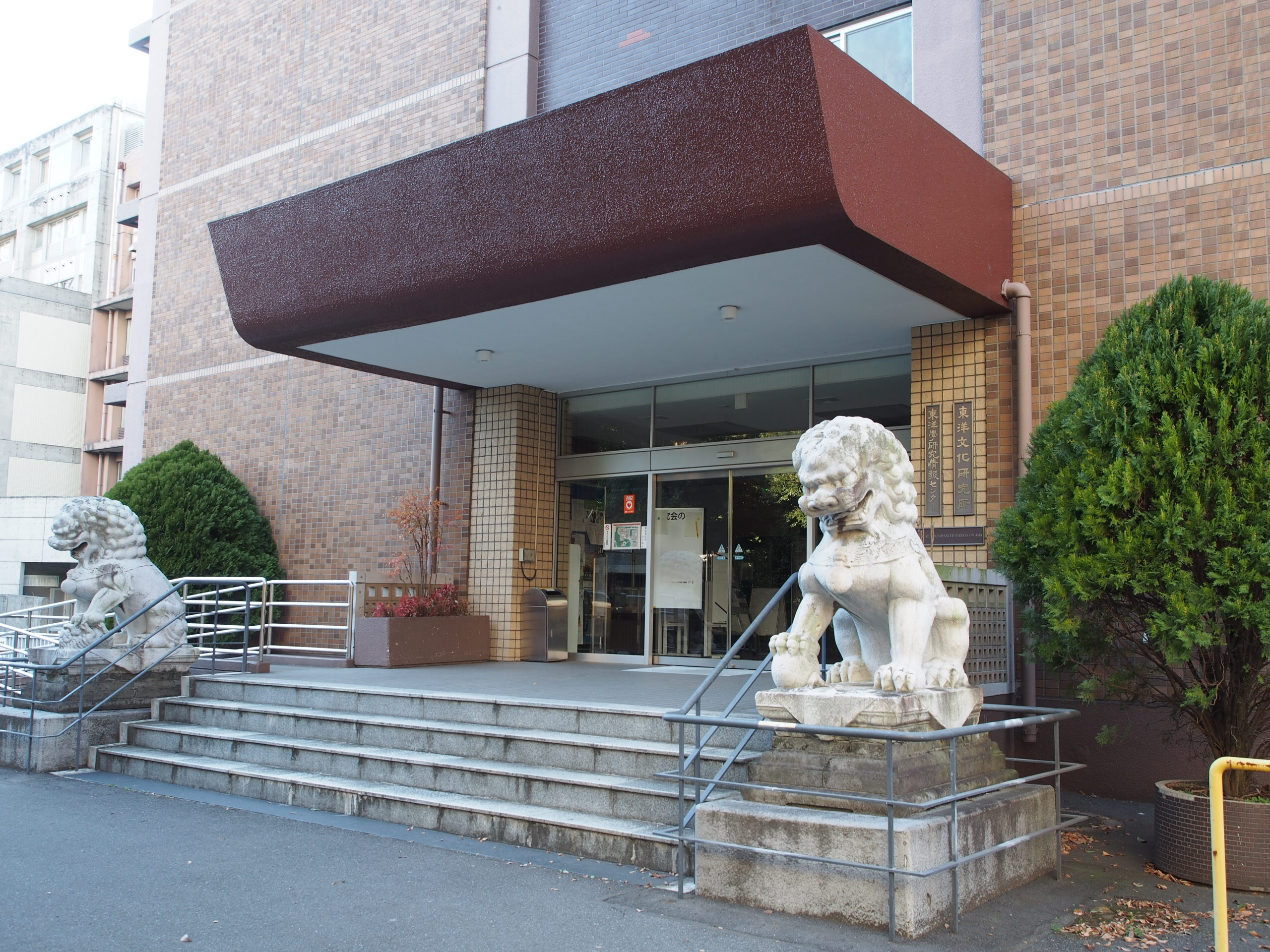
研究所入口

东京大学东洋文化研究所（英語：Institute for Advanced Studies on Asia, The University of Tokyo）是东京大学附属研究所，主要针对文学、历史、社会、政治、经济等主题的亚洲研究。现任所长是中岛隆博。

## 历史
为顺应昭和初期对东方学研究的国策，1941年在东京大学成立。最初设置三个部门，分别是哲学・文学・史学部门、法律・政治部门、和经济・商业部门。
1949年扩展为六个部门，分别是哲学・宗教部门、文学・言语部门、历史部门、美术史・考古学部门、法律・政治部门、经济・商业部门。
1951年引入地域研究，扩展为八个部门，分别是泛亚经济部门、泛亚人文地理学部门、泛亚文化人类学部门、东亚政治・法律部门、东亚历史部门、东亚美术史・考古学部门、东亚哲学・宗教部门、东亚文学部门。
1978年加入南亚、东北亚、西亚和东南亚的地域研究，扩展到十三个部门。